# کوربادرین
کوربادرین(به انگلیسی: Corbadrine) (INN؛ عرضه شده با نام Neo-Cobefrine)، همچنین با نام‌های لوونوردفرین (USAN) و α-متیل‌نوراپی‌نفرین شناخته می‌شود، یک داروی مقلد سمپاتیک کاتکول‌آمینی است که به عنوان یک ضداحتقان موضعی برای استعمال از طریق بینی و به عنوان منقبض‌کننده عروق در دندانپزشکی (معمولاً به شکل محلول از پیش مخلوط شده با بی حس کننده های موضعی مانند مپیواکائین) در ایالات متحده استفاده می‌شود.
کوربادرین همچنین متابولیت داروی ضد فشار خون متیل‌دوپا است و در فارماکولوژی و اثرات آن نقش دارد.